# 페터 프렝켈

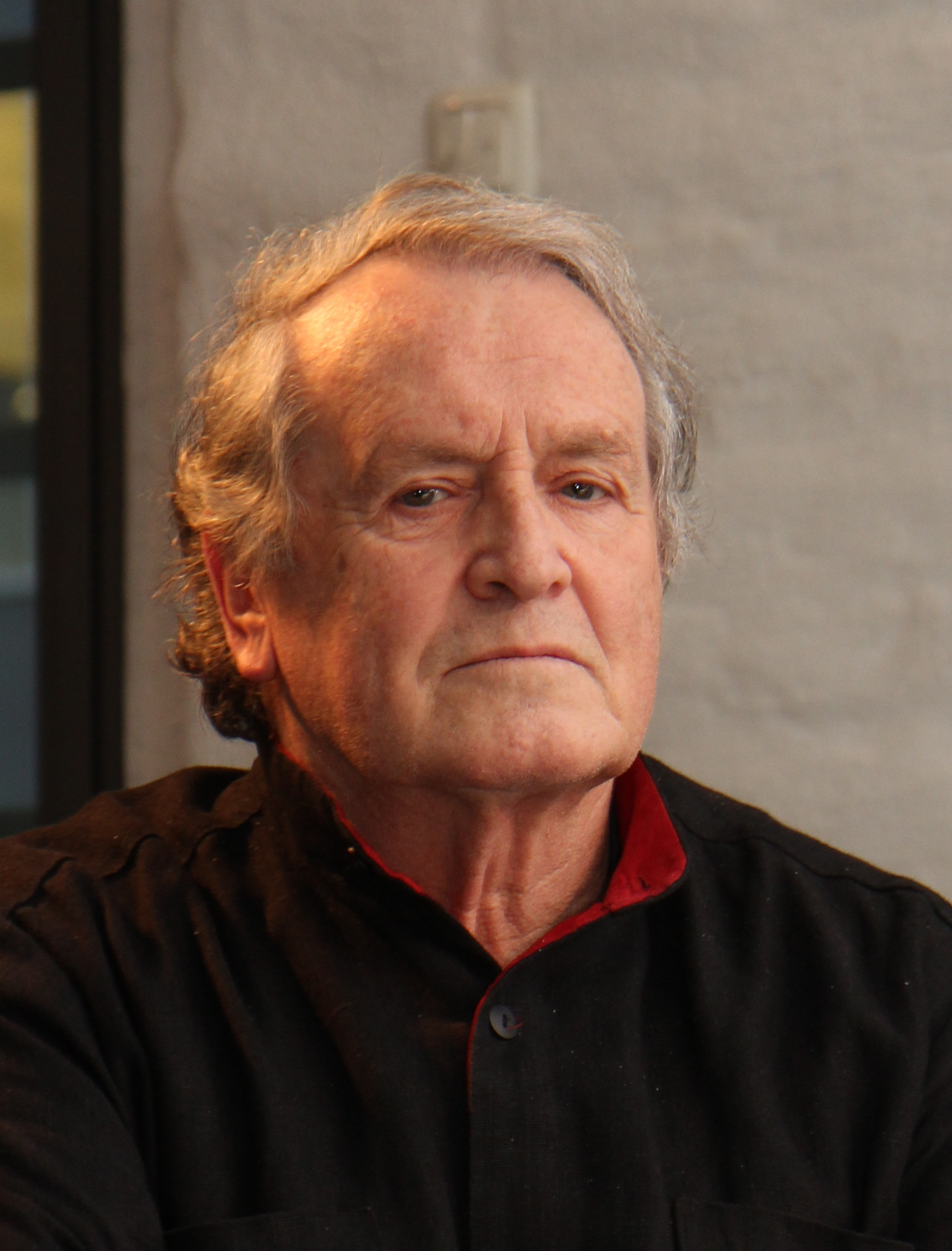

페터 프렝켈(독일어: Peter Frenkel, 1939년 5월 13일 ~ )은 전 동독의 육상 선수로 1960년대 후반과 1970년대 초반에 세계에서 최고의 20km 경보 선수들 중의 하나였다.

## 생애
작센안할트주 에카르트스베르가에서 태어난 프렝켈은 1972년 뮌헨 올림픽에 나가 20km 경보 종목에서 1시간 26분 43초와 함께 금메달을 획득하였다. 4년 후, 몬트리올 올림픽에서는 3위를 기록했다.
그는 1968년 멕시코시티 올림픽에 처음 나와 1시간 37분 21초와 함께 10위를 하였다. 1971년 유럽 선수권에서 1시간 27분 52.8초와 10위를 하고, 1974년에 은퇴하였다.
그는 자신의 경력 동안에 2개의 세계 기록을 세웠는 데 처음에 1시간 25분 50초(1970년), 두번째로 한스게오르크 라이만의 기록을 동일하게 한 1시간 2분 19.4초(1972년)였다.
국가인민군 육군에 복무한 프렝켈은 소령으로 진급되었다. 육상 경력을 끝낸 후, 그는 동독에서 잘 알려진 사진가가 되었다. 1991년부터 1998년까지 독일 올림픽 선수 연합의 부회장을 지냈다. 그러고나서 OSC 포츠담 육상 클럽의 발간 임원이 되었다.